# Dirk Vellenga
Dirk Vellenga (Leeuwarden, 1947- Goutum, 8 juni 2007) was een Nederlandse journalist bij dagblad BN/De Stem (sinds 1973), publicist en schrijver.

## Biografie
Vellenga schreef onder andere Elvis en de Colonel, over Tom Parker, de mysterieuze manager van Elvis Presley. Deze kwam uit Breda, de plaats waar Dagblad De Stem - in 1998 met het Brabants Nieuwsblad gefuseerd tot BN DeStem - verscheen.
Het boek is deels feitelijk, deels geromantiseerd. De familie van Tom Parker had dan ook veel kritiek op het boek, ook omdat een aantal belangrijke hoofdpersonages niet zijn geïnterviewd. In januari 2009 zei Loanne Parker, de weduwe van Tom Parker, dat Vellenga hem probeerde te chanteren tijdens het schrijven van de biografie.
Vellenga schreef ook de romans Het Boek Rinnering en Eeuwsprong. Verder publiceerde hij De zesde van '60 over een klas in Leeuwarden en Een koude Oorlog, over de Elfstedentocht van 1954.
Dirk Vellenga werd begin 2007 ziek en overleed een half jaar later op 59-jarige leeftijd.